# Acellalis iridalis
Acellalis iridalis är en fjärilsart som beskrevs av Arnold Pagenstecher 1884. Acellalis iridalis ingår i släktet Acellalis och familjen Crambidae. Inga underarter finns listade i Catalogue of Life.